# Đậu Pinto
Đậu Pinto là một giống cây trồng thuộc loài Phaseolus vulgaris nằm trong họ Đậu.

## Tên gọi
Trong tiếng Tây Ban Nha, đậu Pinto được gọi là frijol pinto, nghĩa đen là đậu đốm (speckled bean).

## Mức phổ biến
Đậu Pinto là loại đậu phổ biến ở Mỹ và vùng tây nam Mexico

## Các giống cây

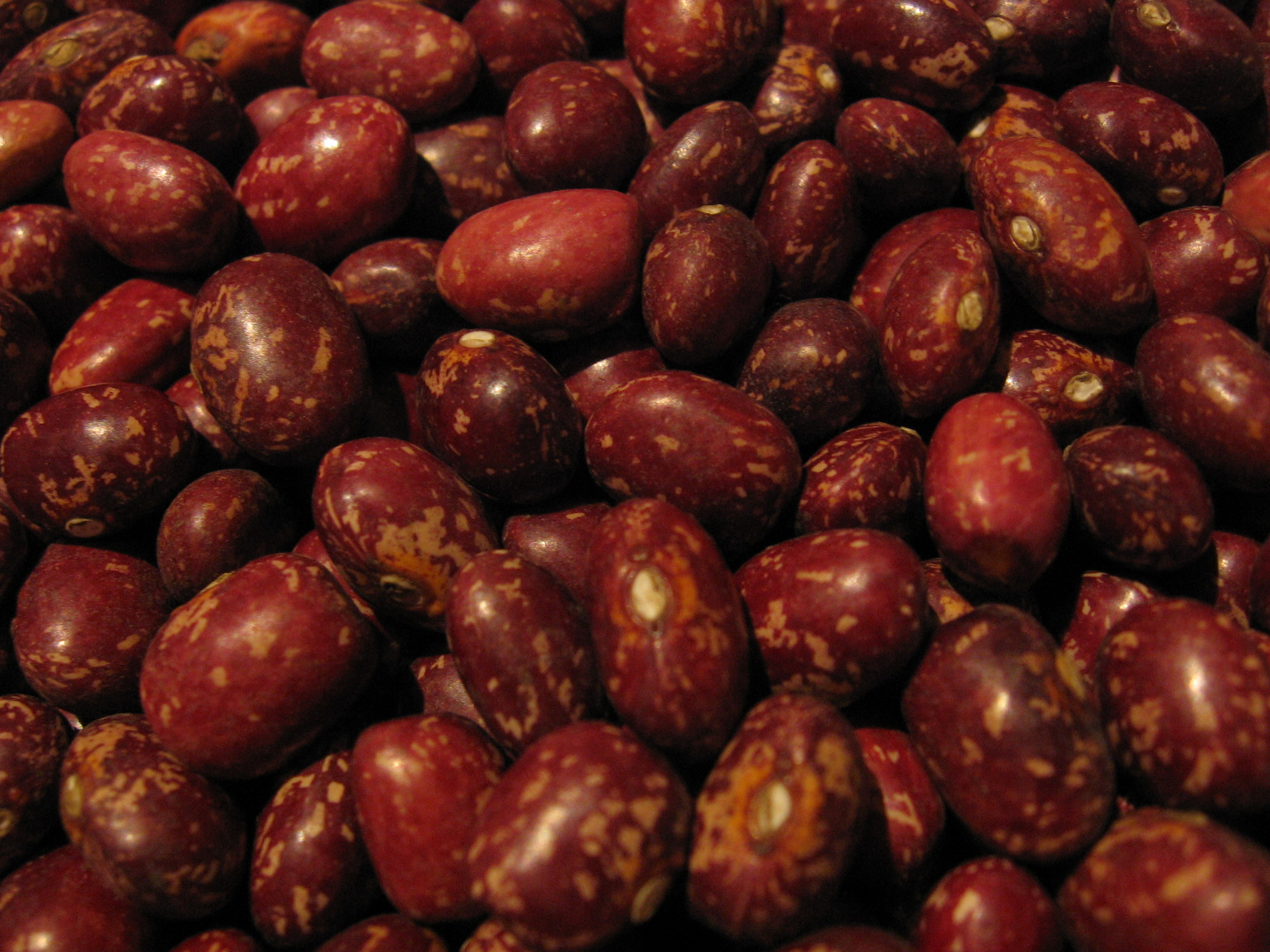
Alubia pinta alavesa

Các loại đậu Pinto gồm:
- 'Burke'
- 'Hidatsa'
- 'Maverick'
- 'Othello'
- 'Sierra'

## Dinh dưỡng
Đậu Pinto chứa rất ít chất béo chuyển hóa và là nguồn thực phẩm phong phú protein, phospho, mangan, giàu chất xơ và folate.
Nghiên cứu chỉ ra rằng đậu Pinto có thể giảm mức HDL and LDL cholesterol
Đậu Pinto còn được cho là chứa phytoestrogen coumestrol có một loạt ảnh hưởng tốt đến sức khỏe.